# Albrecht Balzer
Albrecht Balzer (* 23. Juli 1899 in Regensburg; † 12. Mai 1980) war ein deutscher Volkswirt und Nationalökonom.

## Leben
Nach dem Besuch der Oberrealschule in Regensburg und der Teilnahme als Kriegsfreiwilliger am Ersten Weltkrieg von 1917 bis 1918 ging Albrecht Balzer von 1919 bis 1921 zum Studium der Nationalökonomie an die Universität München. 1919 wurde er Mitglied des Freikorps Epp. Ab 1921 war er für verschiedene Banken, Versicherungen und Verbände tätig, darunter am Reichsstand des Deutschen Handwerks. Von 1926 bis 1931 setzte er nebenberuflich sein Studium fort und legte 1928 das Diplom-Examen ab. 1931 promovierte er an der Universität Erlangen zum Dr. rer. nat. Nach der „Machtergreifung“ der Nationalsozialisten trat Albrecht Balzer 1933 in die SS (SS-Nummer 102.874) und zum 1. Mai desselben Jahres in die NSDAP ein (Mitgliedsnummer 3.093.262). Von 1935 bis 1939 war er Geschäftsführer des Reichsverbandes der privaten Krankenversicherung und der Fachgruppe Krankenversicherung der Wirtschaftsgruppe „Versicherung“. Ferner wurde er 1934 Vorstandsmitglied der Treubau Aktiengesellschaft und war außerdem als Referent im Versicherungswesen im Reichsstand des Deutschen Handwerks tätig.
Zum 20. April 1939 wurde Albrecht Balzer zum SS-Untersturmführer ernannt.
1940 wechselte er in die Wirtschaftsgruppe Lebens- und Krankenversicherung.
Von 1950 bis 1965 war Albrecht Balzer für die Geschäftsführung des Verbandes der Privaten Krankenversicherung in Köln tätig und wurde 1962 Verbandsdirektor.

## Werke (Auswahl)
- Die Statistik bei der Privat-Krankenversicherung, Berlin-Charlottenburg, 1929.
- Einwände gegen die Krankenversicherung und ihre Widerlegung durch Argumente, München: Vitalis-Verlag, 1930.
- Krankenversicherungs-Fibel. Merkbuch für die Mitarbeiter des Innen- u. Außendienstes der privaten Krankenversicherung, München: Vitalis-Verlag, 1938.
- ABC der privaten Krankenversicherung, Berlin: Erwin Müller, 1941.

## Ehrungen
- Eisernes Kreuz II. Klasse
- Kriegs-Erinnerungs-Kreuz
- Führerabzeichen des Reichsstandes des Deutschen Handwerks